# Олањаска (Браила)
Олањаска (рум. Olăneasca) насеље је у Румунији у округу Браила у општини Салча Тудор. Oпштина се налази на надморској висини од 12 m.

## Становништво
Према подацима из 2002. године у насељу је живело 450 становника, од којих су сви румунске националности.